# Neoitamus
Neoitamus is een vliegengeslacht uit de familie van de roofvliegen (Asilidae).

## Soorten
- N. affinis (Williston, 1893)
- N. angusticornis (Loew, 1858)
- N. auceps (Wulp, 1869)
- N. aurifer Hermann, 1917
- N. barsilensis Joseph & Parui, 1984
- N. belokobylskii Lehr, 1999
- N. bengalensis (Joseph & Parui, 1981)
- N. brevicomus (Hine, 1909)
- N. bulbus (Walker, 1849)
- N. calcuttaensis Joseph & Parui, 1986
- N. castaneipennis Tagawa, 1981
- N. castellanii Hradský, 1956
- N. coquillettii (Hine, 1909)
- N. cothurnatus

Oostelijke bosrandroofvlieg (Meigen, 1820)
- N. cyaneocinctus (Pandellé, 1905)
- N. cyanurus

Bosrandroofvlieg (Loew, 1849)
- N. dasymallus (Gerstaecker, 1862)
- N. dhenkundensis Joseph & Parui, 1987
- N. dolichurus Becker, 1925
- N. fertilis Becker, 1925
- N. flavofemoratus (Hine, 1909)
- N. grahami Joseph & Parui, 1986
- N. grandis Ricardo, 1919
- N. hardyi Bromley, 1938
- N. himalayensis Joseph & Parui, 1984
- N. hyalipennis Ricardo, 1913
- N. impudicus (Gerstaecker, 1862)
- N. inornatus Ricardo, 1919
- N. ishiharai Tagawa, 1981
- N. javanensis Meijere, 1913
- N. khasiensis Bromley, 1935
- N. lascus (Walker, 1849)
- N. leucopogon Meijere, 1913

- N. maculatoides Hardy, 1920
- N. melanopogon (Schiner, 1868)
- N. meridionalis (Hutton, 1901)
- N. mistipes (Macquart, 1850)
- N. mussooriensis Joseph & Parui, 1984
- N. navasardiani Richter, 1963
- N. orphne (Walker, 1849)
- N. pediformis Becker, 1925
- N. planiceps (Schiner, 1868)
- N. potanini Lehr, 1966
- N. richterievi Esipenko, 1972
- N. rubripes Hermann, 1917
- N. rubrofemoratus Ricardo, 1919
- N. rudis (Walker, 1855)
- N. sedlaceki Joseph & Parui, 1987
- N. senectus Richter, 1963
- N. setifemur Lehr, 1966
- N. smithii (Hutton, 1901)
- N. socius

Zuidelijke bosrandroofvlieg (Loew, 1871)
- N. splendidus Oldenberg, 1912
- N. strigipes Becker, 1925
- N. terminalis (Hine, 1909)
- N. tropicus Ricardo, 1919
- N. tumulus Tomasovic, 1999
- N. veris Esipenko, 1974
- N. walkeri Daniels, 1989
- N. zouhari Hradský, 1960